# Harry Shum, Jr.
Harry Shum, Jr. (tiếng Trung: 岑勇康, Sầm Dũng Khương; sinh ngày 28 tháng 4 năm 1982) là vũ công, biên đạo múa và diễn viên người Mỹ gốc Costa Rica. Trong bộ phim truyền hình nhạc kịch hài Glee, anh thủ vai Mike Chang. Anh được biết đến nhiều khi góp mặt trong các phim về vũ đạo như Stomp the Yard, You Got Served, Step Up 2: The Streets và Step Up 3D. Anh cũng thủ vai Elliot Hoo trong The Legion of Extraordinary Dancers.

## Thời nhỏ
Shum sinh ra tại Puerto Limón, Costa Rica vào ngày 28 tháng 4 năm 1982. Mẹ anh là người Hồng Kông, còn bố anh đến từ Quảng Châu. Hai người đến định cư tại Costa Rica, tại đây Shum cùng hai người chị đã được sinh ra. Khi Shum lên sáu tuổi, gia đình anh chuyển đến San Francisco, California. Anh nói rằng, "Tôi cảm thấy tôi có cái tốt nhất của nhiều thế giới. Tôi nói tiếng Hoa và tiếng Tây Ban Nha. Tiếng Tây Ban Nha thực tế là ngôn ngữ thứ nhất của tôi trước khi tôi học tiếng Hoa và tiếng Anh". anh đã cho biết rằng những động lực đầu tiên cho việc học nhảy của anh là Ginuwine, Dru Hill, và Usher, trước khi bị tác động mạnh mẽ bởi các hình tượng vũ công như Gene Kelly và Michael Jackson.
Shum tốt nghiệp trường trung học Arroyo Grande High School năm 2000. Anh bắt đầu nhảy cùng với nhóm của anh khi còn ở trường và tiếp tục sự nghiệp tại San Francisco ở vài studio khác nhau. Anh kết hợp nhiều phong cách khác nhau trong điệu nhảy của mình, bao gồm popping, tutting, waving, locking, breakdance và múa đương đại.
Shum được nhận vào trường đại học San Francisco State University, nhưng chỉ ở lại ba tháng trước khi quyết định theo đuổi sự nghiệp khiêu vũ và giải trí.

## Sự nghiệp
Shum bắt đầu sự nghiệp với tư cách là vũ công nam duy nhất trong Comic View của BET năm 2002 và tiếp tục sự nghiệp từ đó. Anh là một trong những vũ công dẫn đầu cùng nhiều ngôi sao như Beyoncé, Mariah Carey, Jennifer Lopez và Jessica Simpson.
Shum tham gia TV show series Shadowhunters với vai diễn Magnus, 1 warlock. Vai diễn của anh cùng bạn diễn Alec LightWood (Matthew Daddario) có mối quan hệ tình cảm đồng tính.